# Popov (водка)
Popov — известная в США водка. Владелец торговой марки — североамериканский филиал британской компании Diageo. Занимает значительную долю водочного рынка в США в основном в нижней ценовой категории, и получила среди студентов ироническое прозвище «лучшая русская» («Russia’s Finest»), благодаря красно-черной этикетке с узнаваемым  на ней храмом Василия Блаженного.